# Билек, Якуб
Якуб Билек (чеш. Jakub Bílek; 1516—1581) — чешский писатель XVI века. Священник общины Чешских братьев.

## Биография
Родился в 1516 году в Млада-Болеславе Богемия. Образование получил в своём родном городе. Воспитывался под началом чешского богослова Яна Августы.
В 1544 стал священником Общины богемских братьев в родном городе. Оставался при учителе и после принятия священства.
После поражения Чешского восстания 1547 года в следующем году был вместе с Яном Августой, по обвинению в том, что возил деньги от чешской «едноты» к виттембергскому курфюрсту Иоганну Фридриху I, заключён в тюрьму в замке Крживоклат, где находился в течение 13 лет. В тюрьме занимался переписыванием сочинений Я. Августы.
В 1561 г. Я. Билек был освобождён из заключения за то, что отказался от Общины богемских братьев (что было главным условием его освобождения), но, не желая расстаться с Я. Августой, отправился к Владиславу из Штернберка, коменданту крживоклатского замка, и поступил к нему на службу.
Спустя некоторое время он вновь предпринял попытку сойтись с чешскими братьями, служил в качестве администратора братских хоров в Моравии.
В 1564 при императоре Священной Римской империи Максимилиане II Я. Августа был выпущен на свободу. Я. Билек вместе с ним отправился к братьям, которые приняли его снова в свою среду и советовали описать историю заключения и освобождения Августы. Таким образом, в 1579 г. было составлено жизнеописание старшины Чешских братьев; оно обнимает события жизни Яна Августы с 1555 г.; более ранние описаны Яном Благославом.